# じれったいね
「じれったいね」は、少年隊の12枚目のシングル。

## 概要
- 少年隊自身、オリコンチャートでシングル通算10曲目の首位獲得。
- 1988年末の「第39回NHK紅白歌合戦」に同曲で3回目の出場となる。
- 「じれったいね」とカップリング曲「愛の手紙」の両曲が、2020年のベストアルバム『少年隊 35th Anniversary BEST』に収録された(「愛の手紙」は、通常盤のみ)。

## 収録曲
Side A
1. じれったいね
作詞：森浩美、作曲：筒美京平、編曲 : 新川博
  - じれったいね(カラオケ) (シングルカセットのみ)
2. 愛の手紙
  - 作詞：森浩美、作曲：筒美京平、編曲: 船山基紀
  - 愛の手紙(シングルカセットのみ)

## 概要
- 「続・じれったいね(海外版)」は、少年隊の13枚目のシングルで、前作「じれったいね」から丁度1ヶ月後にリリースされた。オリコンチャートでは「じれったいね(ピクチャー)」という表記になっている。
- レコードデビュー3周年記念限定シングル。CD, カセット, EPそれぞれにシリアル番号入り。CDシングルはピクチャーレーベル仕様、EPはピクチャーレコード。
- 「続・じれったいね」は「じれったいね」再編曲ニューボーカルバージョンで、本シングルの両A面扱いの曲であるが、2020年発売のベストアルバム『少年隊 35th Anniversary BEST』には収録されてない。
- 1988年12月27日に「じれったいね」、「続・じれったいね(海外版)」のミュージックビデオを収録したVHSビデオも発売された(未DVD化作品)。

### 収録曲
1. じれったいね
  - 作詞：森浩美、作曲：筒美京平、編曲 : 新川博
2. 続・じれったいね(海外版)
  - 作詞：森浩美、作曲：筒美京平、編曲 : ボブ佐久間

- 両曲のカラオケは、シングルカセットにのみ収録